# Sint-Ludovicus Bertranduskerk
Sint-Ludovicus Bertranduskerk (Papiaments: Parokia San Luis Beltran) is een kerkgebouw in het centrum van Rincon, Bonaire. Het is het hoogste gebouw in Rincon en is tevens het grootste en het oudste kerkgebouw van Bonaire. 
De eerste kerk, die in 1837 van steen werd gebouwd, werd door een orkaan verwoest in 1907. Het tweede kerkgebouw werd op 5 juli 1908 in gebruik genomen en is vernoemd naar Sint-Ludovicus Bertrandus, patroonheilige van het nabijgelegen Colombia. Naast giften werd de herbouw gefinancierd met de opbrengsten uit de verkoop van het boek "Curaçao in 1803-1804", een collectie historische artikelen van pater Euwens (1868-1934). Euwens was van 1904 tot 1911 pastoor van Rincon. De bouwmaterialen voor de kerkmuren, zoals steen en leem, werden met ezels uit de heuvels van Rincon gehaald. Tussen 1977 en 1984 werd de kerk geheel gerenoveerd en zijn een klokkentoren, kapel en sacristie bijgebouwd.
Jaarlijks vormt het kerkplein van de Sint-Ludovicus Bertranduskerk het middelpunt van het Bonairiaanse oogstfeest Simadan, waar rieten mandjes gelegd worden die gevuld zijn met de aren van maïs (sorghum) als dank voor de nieuwe oogst. 
De parochie van Rincon stamt uit 1858 en valt onder het bisdom Willemstad. Ongeveer 60% van de Rinconese bevolking is katholiek. 

## Afbeeldingen

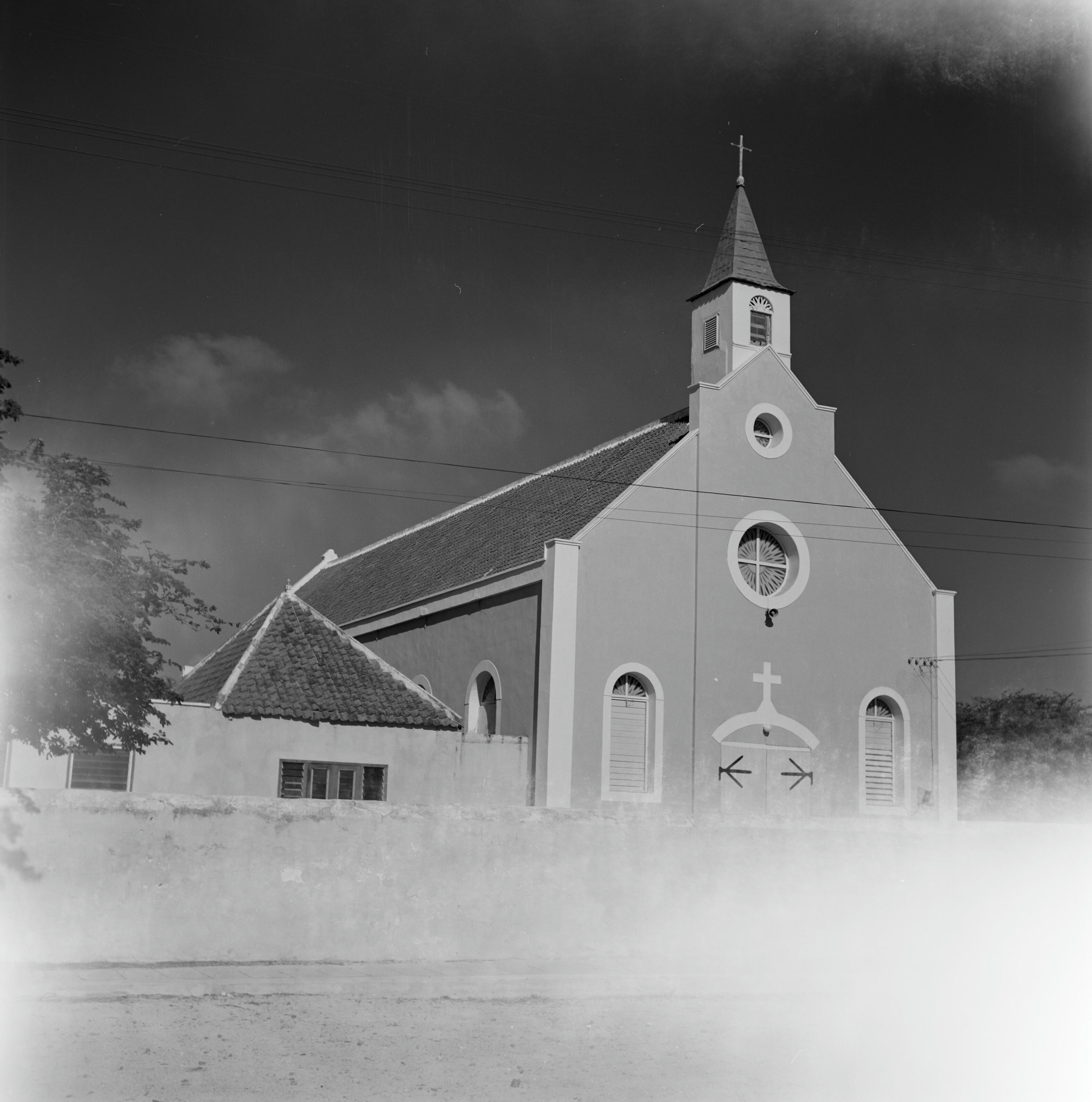
Sint-Ludovicus Bertranduskerk (1976)
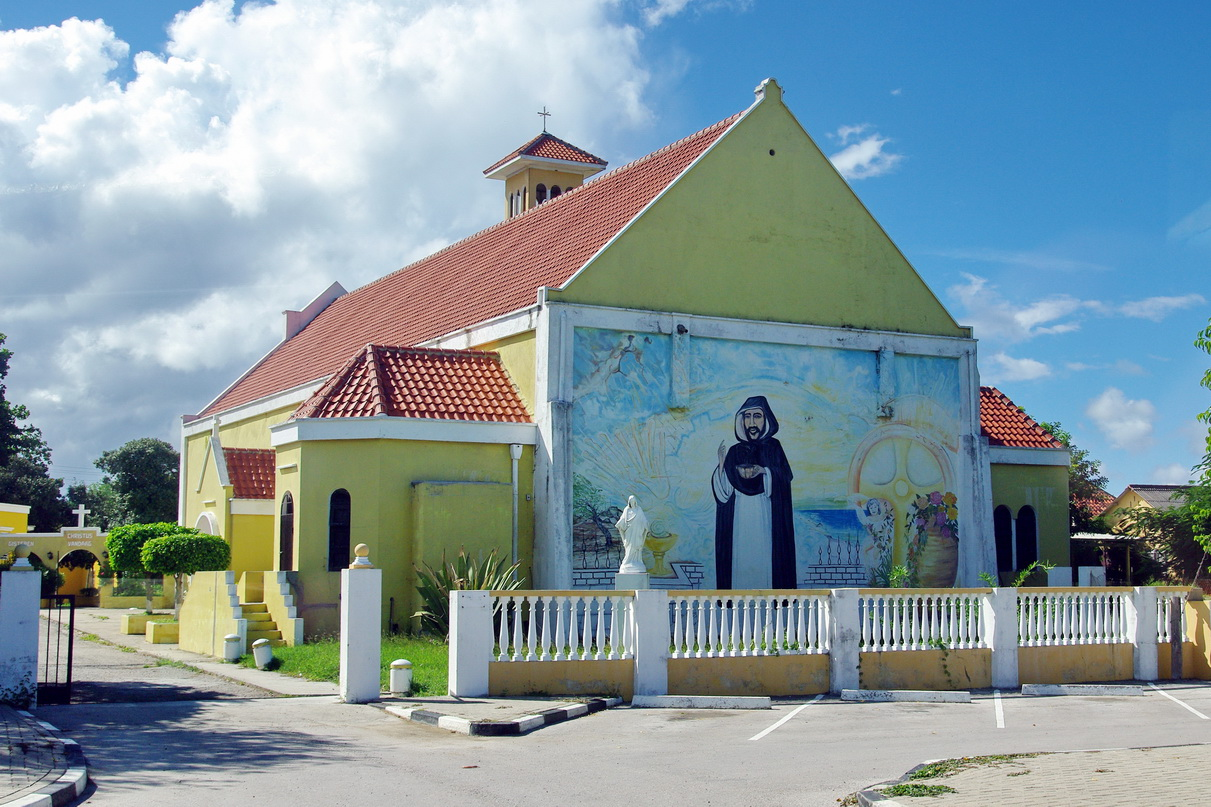
Afbeelding van Sint-Ludovicus aan de achterzijde van de kerk (2011)
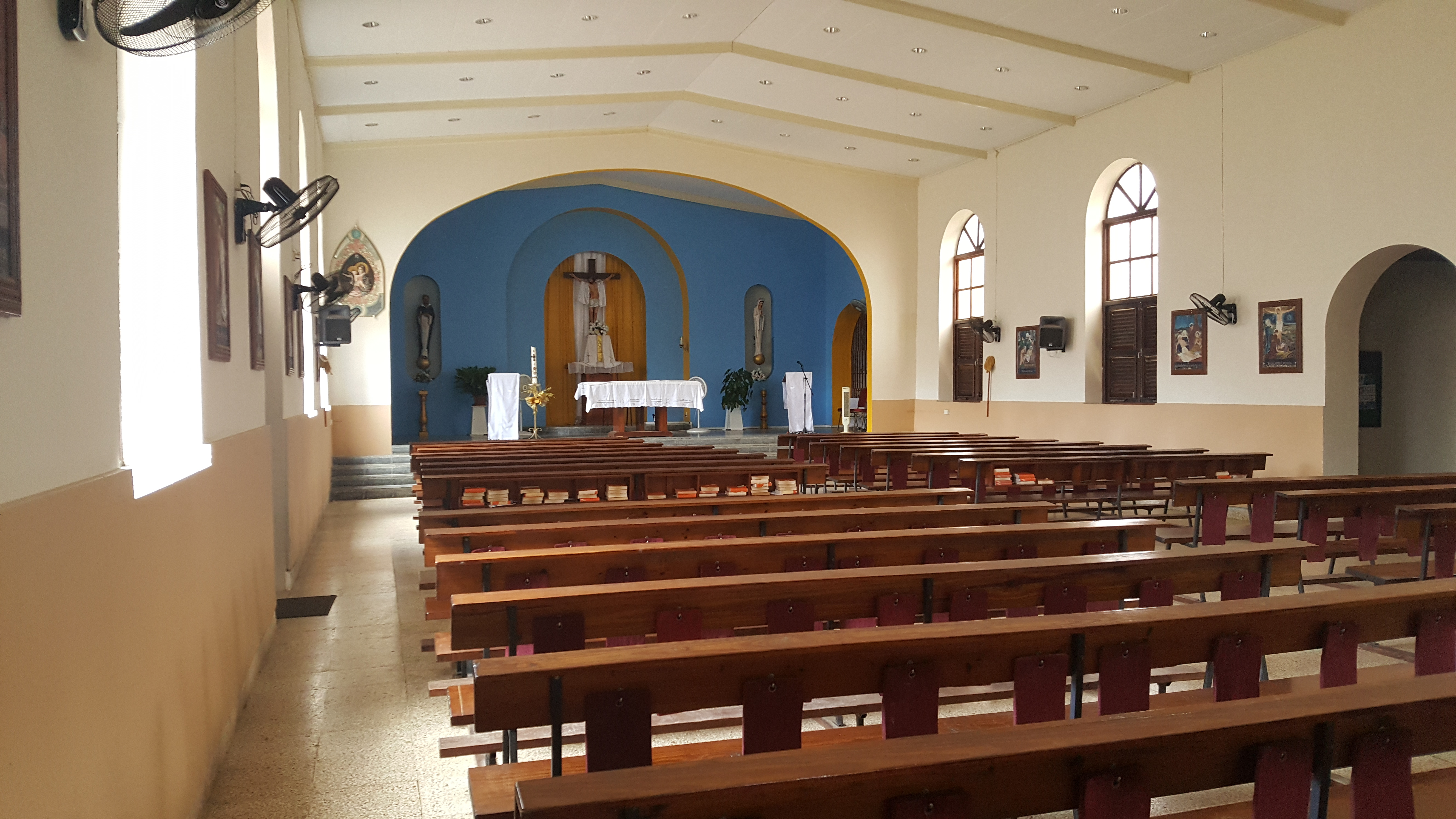
Interieur van de kerk (2019)